# PolStu2001
PolStu2001 – multidyscyplinarny program badawczy prowadzony w Polsce w latach 2001-2004, którego celem było przebadanie jak największej liczby osób które ukończyły 100 lat życia. Ogółem w ramach programu przebadano 346 stulatków – 296 kobiet i 50 mężczyzn. 

## Historia programu
Idea przeprowadzenia w Polsce badań nad stulatkami pochodzi od prof. Ewy Sikory z Instytutu Biologii Doświadczalnej im. M. Nenckiego, która współpracowała z prof. Claudio Franceschim, prowadzącym takie badania we Włoszech. Zainspirowani tymi badaniami polscy naukowcy prof. Maria Barcikowska, prof. Krzysztof Galus, prof. Jacek Kuźnicki i dr Małgorzata Mossakowska przygotowali pilotażowe badania polskich stulatków „PolStu1999”. W ramach tego projektu lekarze-wolontariusze odwiedzili i zbadali 93 osoby. Do realizacji programu „PolStu2001” posłużyły doświadczenia
zdobyte w trakcie realizacji tego projektu.

## Cele
Głównym celem programu była próba określenia czynników, zarówno środowiskowych jak też genetycznych, które mogą mieć wpływ na długość życia i starzenie bez typowych dla podeszłego wieku patologii. W badaniach uczestniczyli lekarze i naukowcy różnych specjalności zainteresowani procesem starzenia, czyli środowiska zajmującego się geriatrią oraz szeroko rozumianą gerontologią doświadczalną. Integralną częścią programu było pozyskiwanie i bankowanie materiału biologicznego. Wartość materiału zgromadzonego w banku zależy nie tylko od liczby zgromadzonych próbek, ale również od powiązania materiału biologicznego z danymi o charakterze klinicznym, rodzinnym i społecznym.

## Ocena stanu zdrowia polskich stulatków

### Zakres badań i metody badawcze
W zakres badań wchodziło podstawowe badanie lekarskie oraz kompleksowa ocena geriatryczna obejmująca ocenę stanu funkcjonalnego i samodzielności w codziennym życiu, badanie stanu psychicznego i funkcji poznawczych, a także ocenę chodu i orientacyjne badanie narządów zmysłów: wzroku i słuchu.
W celu kompleksowej oceny geriatrycznej zastosowane zostały następujące skale:
- Skala Podstawowych Czynności Życia Codziennego (ang. Activities of Daily Living, ADL zwana również Skalą Katza),
- Skala Złożonych Czynności Życia Codziennego (Instrumental Activities of Daily Living, IADL, zwana również skalą Lawtona),
- Skala Oceny Chodu i Równowagi, tzw. Skrócony Test Tinetti, znany również pod nazwą testu

„Wstań i idź!” (Get up and go test), 
- Krótki Test Oceny Stanu Umysłowego (Mini-Mental State Examination, MMSE, zwany także

Testem Folsteina),
- Geriatryczna Skala Depresji (Geriatric Depression Scale, GDS, zwana również Skalą Yesavage’a).

### Wyniki
Badanie lekarskie – stan ogólny
- Kobiety:

dobry – 18%
dość dobry – 41%
średni – 31%
zły – 9%
bardzo zły – 1%
- Mężczyźni:

dobry – 30%
dość dobry – 42%
średni – 21%
zły – 8%
bardzo zły – 1%
Badanie lekarskie – stan somatyczny
- Kobiety:

dobry – 17%
dość dobry – 38%
średni – 34%
zły – 10%
bardzo zły – 1%
- Mężczyźni:

dobry – 22%
dość dobry – 50%
średni – 19%
zły – 9%
bardzo zły – 0%
Badanie lekarskie – stan psychiczny
- Kobiety:

dobry – 22%
dość dobry – 35%
średni – 24%
zły – 16%
bardzo zły – 3%
- Mężczyźni:

dobry – 28%
dość dobry – 44%
średni – 16%
zły – 12%
bardzo zły – 0%
Stopień samodzielności stulatków
- Kobiety:

osoby całkowicie samodzielne – 6%
osoby potrzebujące nieznacznej pomocy – 43%
osoby potrzebujące znacznej pomocy – 26%
osoby całkowicie niesamodzielne – 25%
- Mężczyźni:

osoby całkowicie samodzielne – 3%
osoby potrzebujące nieznacznej pomocy – 67%
osoby potrzebujące znacznej pomocy – 18%
osoby całkowicie niesamodzielne – 12%
Obiektywna ocena wzroku (kobiety i mężczyźni)
prawidłowy – 16%
nieznaczne pogorszenie – 35%
znaczne pogorszenie – 33%
praktyczna ślepota – 14%
całkowita ślepota – 2%

## Wyniki i wnioski
Wyniki uzyskane dzięki programowi wskazują na istnienie pewnych prawidłowości. Na przykład stulatkowie to w większości ludzie szczupli (średnia masa ciała kobiet to około 50 kg, a mężczyzn 60 kg). Są też niewysocy (średnio 150 cm wzrostu dla kobiet, a 160 cm dla mężczyzn). Stulatkowie mieli najczęściej długowiecznych rodziców (co wskazuje na dużą rolę czynników dziedzicznych w długowieczności), dysponują sprawnym układem odpornościowym, mają też pozytywne nastawienie do życia. Stwierdzono również, że mężczyźni, którzy ukończyli 100 lat, charakteryzują się zwykle lepszym stanem zdrowia i sprawności niż kobiety w tym samym wieku.